# سفارت ایالات متحده آمریکا در گابورون
سفارت ایالات متحده آمریکا در گابورون (به لاتین: Embassy of the United States) یک منطقهٔ مسکونی و نمایندگی سیاسی ایالات متحده آمریکا در بوتسوانا است که در گابورون واقع شده‌است.